# Lijst van olympische medaillewinnaars atletiek (vrouwen)
Atletiek is een van de sporten die op de moderne Olympische Spelen worden beoefend. Deze pagina geeft de lijst van olympische medaillewinnaars in deze sport bij de vrouwen.

## Huidige onderdelen

### 100 m
| Editie | Goud              | Goud                     | Zilver | Zilver                         | Brons | Brons                          |
| ------ | ----------------- | ------------------------ | ------ | ------------------------------ | ----- | ------------------------------ |
| 1928   | USA               | Betty Robinson           | CAN    | Bobby Rosenfeld                | CAN   | Ethel Smith                    |
| 1932   | POL               | Stanisława Walasiewicz   | CAN    | Hilda Strike                   | USA   | Wilhelmina von Bremen          |
| 1936   | USA               | Helen Stephens           | POL    | Stanisława Walasiewicz         | GER   | Käthe Krauß                    |
| 1948   | NED               | Fanny Blankers-Koen      | GBR    | Dorothy Manley                 | AUS   | Shirley Strickland             |
| 1952   | AUS               | Marjorie Jackson         | RSA    | Daphne Hasenjäger-Robb         | AUS   | Shirley Strickland-de la Hunty |
| 1956   | AUS               | Betty Cuthbert           | EUA    | Christa Stubnick               | AUS   | Marlene Matthews               |
| 1960   | USA               | Wilma Rudolph            | GBR    | Dorothy Hyman                  | ITA   | Giuseppina Leone               |
| 1964   | USA               | Wyomia Tyus              | USA    | Edith McGuire                  | POL   | Ewa Kłobukowska                |
| 1968   | USA               | Wyomia Tyus              | USA    | Barbara Ferrell                | POL   | Irena Szewińska-Kirszenstein   |
| 1972   | GDR               | Renate Stecher           | AUS    | Raelene Boyle                  | CUB   | Silvia Chivás                  |
| 1976   | FRG               | Annegret Richter         | GDR    | Renate Stecher                 | FRG   | Inge Helten                    |
| 1980   | URS               | Ljoedmila Kondratjeva    | GDR    | Marlies Göhr-Oesner            | GDR   | Ingrid Auerswald               |
| 1984   | USA               | Evelyn Ashford           | USA    | Alice Brown                    | JAM   | Merlene Ottey-Page             |
| 1988   | USA               | Florence Griffith-Joyner | USA    | Evelyn Ashford                 | GDR   | Heike Drechsler                |
| 1992   | USA               | Gail Devers              | JAM    | Juliet Cuthbert                | EUN   | Irina Privalova                |
| 1996   | USA               | Gail Devers              | JAM    | Merlene Ottey                  | USA   | Gwen Torrence                  |
| 2000   | gediskwalificeerd | gediskwalificeerd        | GRE    | Ekateríni Thánou               | JAM   | Tayna Lawrence                 |
| 2004   | BLR               | Joelija Nestsjarenka     | USA    | Lauryn Williams                | JAM   | Veronica Campbell              |
| 2008   | JAM               | Shelly-Ann Fraser        | JAM    | Sherone Simpson Kerron Stewart |       |                                |
| 2012   | JAM               | Shelly-Ann Fraser-Pryce  | USA    | Carmelita Jeter                | JAM   | Veronica Campbell-Brown        |
| 2016   | JAM               | Elaine Thompson          | USA    | Tori Bowie                     | JAM   | Shelly-Ann Fraser-Pryce        |
| 2020   | JAM               | Elaine Thompson-Herah    | JAM    | Shelly-Ann Fraser-Pryce        | JAM   | Shericka Jackson               |
| 2024   | LCA               | Julien Alfred            | USA    | Sha'Carri Richardson           | USA   | Melissa Jefferson              |

| Land | Goud | Zilver | Brons |
| ---- | ---- | ------ | ----- |
| USA  | 9    | 8      | 3     |
| JAM  | 4    | 5      | 6     |
| AUS  | 2    | 1      | 3     |
| GDR  | 1    | 2      | 2     |
| POL  | 1    | 1      | 2     |
| FRG  | 1    | 0      | 1     |
| BLR  | 1    | 0      | 0     |
| LCA  | 1    | 0      | 0     |
| NED  | 1    | 0      | 0     |
| URS  | 1    | 0      | 0     |
| CAN  | 0    | 2      | 1     |
| GBR  | 0    | 2      | 0     |
| EUA  | 0    | 1      | 0     |
| GRE  | 0    | 1      | 0     |
| RSA  | 0    | 1      | 0     |
| CUB  | 0    | 0      | 1     |
| EUN  | 0    | 0      | 1     |
| GER  | 0    | 0      | 1     |
| ITA  | 0    | 0      | 1     |

Meervoudige medaillewinnaars
| Succesvolste | Meervoudige                                                                                 |
| --- | ------------------------------------------------------------------------------------------- |
| 2-1-1 Shelly-Ann Fraser-Pryce 2-0-0 Elaine Thompson-Herah 2-0-0 Gail Devers 2-0-0 Wyomia Tyus 1-1-0 Evelyn Ashford 1-1-0 Renate Stecher 1-1-0 Stanisława Walasiewicz | 0-1-1 Merlene Ottey-Page 0-0-2 Veronica Campbell-Brown 0-0-2 Shirley Strickland-de la Hunty |

### 200 m
| Editie | Goud | Goud                         | Zilver | Zilver                  | Brons | Brons                        |
| ------ | ---- | ---------------------------- | ------ | ----------------------- | ----- | ---------------------------- |
| 1948   | NED  | Fanny Blankers-Koen          | GBR    | Audrey Williamson       | USA   | Audrey Patterson             |
| 1952   | AUS  | Marjorie Jackson             | NED    | Puck Brouwer            | URS   | Nadeshda Sjnykina            |
| 1956   | AUS  | Betty Cuthbert               | EUA    | Christa Stubnick        | AUS   | Marlene Matthews             |
| 1960   | USA  | Wilma Rudolph                | EUA    | Jutta Heine             | GBR   | Dorothy Hyman                |
| 1964   | USA  | Edith McGuire                | POL    | Irena Kirszenstein      | AUS   | Marilyn Black                |
| 1968   | POL  | Irena Szewińska-Kirszenstein | AUS    | Raelene Boyle           | AUS   | Jenny Lamy                   |
| 1972   | GDR  | Renate Stecher               | AUS    | Raelene Boyle           | POL   | Irena Szewińska-Kirszenstein |
| 1976   | GDR  | Bärbel Eckert                | FRG    | Annegret Richter        | GDR   | Renate Stecher               |
| 1980   | GDR  | Bärbel Wöckel-Eckert         | URS    | Natalia Botsjina        | JAM   | Merlene Ottey                |
| 1984   | USA  | Valerie Brisco-Hooks         | USA    | Florence Griffith       | JAM   | Merlene Ottey-Page           |
| 1988   | USA  | Florence Griffith-Joyner     | JAM    | Grace Jackson           | GDR   | Heike Drechsler              |
| 1992   | USA  | Gwen Torrence                | JAM    | Juliet Cuthbert         | JAM   | Merlene Ottey                |
| 1996   | FRA  | Marie-José Pérec             | JAM    | Merlene Ottey           | NGR   | Mary Onyali                  |
| 2000   | BAH  | Pauline Davis-Thompson       | SRI    | Susanthika Jayasinghe   | JAM   | Beverly McDonald             |
| 2004   | JAM  | Veronica Campbell            | USA    | Allyson Felix           | BAH   | Debbie Ferguson              |
| 2008   | JAM  | Veronica Campbell-Brown      | USA    | Allyson Felix           | JAM   | Kerron Stewart               |
| 2012   | USA  | Allyson Felix                | JAM    | Shelly-Ann Fraser-Pryce | USA   | Carmelita Jeter              |
| 2016   | JAM  | Elaine Thompson              | NED    | Dafne Schippers         | USA   | Tori Bowie                   |
| 2020   | JAM  | Elaine Thompson-Herah        | NAM    | Christine Mboma         | USA   | Gabrielle Thomas             |
| 2024   | USA  | Gabrielle Thomas             | LCA    | Julien Alfred           | USA   | Brittany Brown               |

| Land | Goud | Zilver | Brons |
| ---- | ---- | ------ | ----- |
| USA  | 7    | 3      | 5     |
| JAM  | 4    | 4      | 5     |
| GDR  | 3    | 0      | 2     |
| AUS  | 2    | 2      | 3     |
| NED  | 1    | 2      | 0     |
| POL  | 1    | 1      | 1     |
| BAH  | 1    | 0      | 1     |
| FRA  | 1    | 0      | 0     |
| EUA  | 0    | 2      | 0     |
| GBR  | 0    | 1      | 1     |
| URS  | 0    | 1      | 1     |
| FRG  | 0    | 1      | 0     |
| LCA  | 0    | 1      | 0     |
| NAM  | 0    | 1      | 0     |
| SRI  | 0    | 1      | 0     |
| NGR  | 0    | 0      | 1     |

Meervoudige medaillewinnaars
| Succesvolste | Meervoudige                                    |
| --- | ---------------------------------------------- |
| 2-0-0 Veronica Campbell-Brown 2-0-0 Elaine Thompson-Herah 2-0-0 Bärbel Wöckel-Eckert 1-2-0 Allyson Felix 1-1-1 Irena Szewińska-Kirszenstein 1-1-0 Florence Griffith-Joyner 1-0-1 Renate Stecher 1-0-1 Gabrielle Thomas | 0-2-0 Raelene Boyle 0-1-3 Merlene Ottey(-Page) |

### 400 m
| Editie | Goud | Goud                         | Zilver | Zilver                | Brons | Brons                    |
| ------ | ---- | ---------------------------- | ------ | --------------------- | ----- | ------------------------ |
| 1964   | AUS  | Betty Cuthbert               | GBR    | Ann Packer            | AUS   | Judy Amoore              |
| 1968   | FRA  | Colette Besson               | GBR    | Lillian Board         | URS   | Natalja Petsjonkina      |
| 1972   | GDR  | Monika Zehrt                 | FRG    | Rita Wilden           | USA   | Kathy Hammond            |
| 1976   | POL  | Irena Szewińska-Kirszenstein | GDR    | Christina Brehmer     | GDR   | Ellen Streidt            |
| 1980   | GDR  | Marita Koch                  | TCH    | Jarmila Kratochvílová | GDR   | Christina Lathan-Brehmer |
| 1984   | USA  | Valerie Brisco-Hooks         | USA    | Chandra Cheeseborough | GBR   | Kathy Smallwood-Cook     |
| 1988   | URS  | Olga Bryzgina                | GDR    | Petra Müller          | URS   | Olga Nazarova            |
| 1992   | FRA  | Marie-José Pérec             | EUN    | Olga Bryzgina         | COL   | Ximena Restrepo          |
| 1996   | FRA  | Marie-José Pérec             | AUS    | Cathy Freeman         | NGR   | Falilat Ogunkoya         |
| 2000   | AUS  | Cathy Freeman                | JAM    | Lorraine Graham       | GBR   | Katharine Merry          |
| 2004   | BAH  | Tonique Williams-Darling     | MEX    | Ana Guevara           | RUS   | Natalja Antjoech         |
| 2008   | GBR  | Christine Ohuruogu           | JAM    | Shericka Williams     | USA   | Sanya Richards           |
| 2012   | USA  | Sanya Richards-Ross          | GBR    | Christine Ohuruogu    | USA   | DeeDee Trotter           |
| 2016   | BAH  | Shaunae Miller               | USA    | Allyson Felix         | JAM   | Shericka Jackson         |
| 2020   | BAH  | Shaunae Miller-Uibo          | DOM    | Marileidy Paulino     | USA   | Allyson Felix            |
| 2024   | DOM  | Marileidy Paulino            | BRN    | Salwa Eid Naser       | POL   | Natalia Kaczmarek        |

| Land | Goud | Zilver | Brons |
| ---- | ---- | ------ | ----- |
| BAH  | 3    | 0      | 0     |
| FRA  | 3    | 0      | 0     |
| USA  | 2    | 2      | 4     |
| GDR  | 2    | 2      | 2     |
| AUS  | 2    | 1      | 1     |
| GBR  | 1    | 3      | 2     |
| POL  | 1    | 0      | 1     |
| URS  | 1    | 0      | 1     |
| DOM  | 1    | 0      | 0     |
| JAM  | 0    | 2      | 1     |
| DOM  | 0    | 1      | 0     |
| BRN  | 0    | 1      | 0     |
| EUN  | 0    | 1      | 0     |
| FRG  | 0    | 1      | 0     |
| MEX  | 0    | 1      | 0     |
| TCH  | 0    | 1      | 0     |
| COL  | 0    | 0      | 1     |
| NGR  | 0    | 0      | 1     |
| RUS  | 0    | 0      | 1     |

Meervoudige medaillewinnaars
| Succesvolste | Meervoudige                                        |
| --- | -------------------------------------------------- |
| 2-0-0 Shaunae Miller-Uibo 2-0-0 Marie-José Pérec 1-1-0 Cathy Freeman 1-1-0 Marileidy Paulino 1-1-0 Christine Ohuruogu 1-0-1 Sanya Richards-Ross | 0-1-1 Allyson Felix 0-1-1 Christina Lathan-Brehmer |

### 4 × 100 m
| Editie | Goud | Goud | Zilver | Zilver | Brons | Brons                                                                                        |
| ------ | ---- | --- | ------ | --- | ----- | -------------------------------------------------------------------------------------------- |
| 1928   | CAN  | Jane Bell Myrtle Cook Bobby Rosenfeld Ethel Smith                                                               | USA    | Jessica Cross Loretta McNeil Betty Robinson Mary Washburn                                                                 | GER   | Anni Holdmann Helene Junker Rosa Kellner Helene Schmidt                                      |
| 1932   | USA  | Wilhelmina von Bremen Mary Carew Evelyn Furtsch Annette Rogers                                                  | CAN    | Mary Frizzell Mildred Frizzell Lillian Palmer Hilda Strike                                                                | GBR   | Nellie Halstead Eileen Hiscock Gwendoline Porter Violet Webb                                 |
| 1936   | USA  | Harriet Bland Betty Robinson Annette Rogers Helen Stephens                                                      | GBR    | Audrey Brown Barbara Burke Eileen Hiscock Violet Olney                                                                    | CAN   | Dorothy Brookshaw Hilda Cameron Jeanette Dolson Aileen Meagher                               |
| 1948   | NED  | Fanny Blankers-Koen Gerda van der Kade-Koudijs Xenia Stad-de Jong Nettie Witziers-Timmer                        | AUS    | Joyce King June Maston Elizabeth McKinnon Shirley Strickland                                                              | CAN   | Dianne Foster Patricia Jones Nancy Mackay Violet Meyers                                      |
| 1952   | USA  | Mae Faggs Catherine Hardy Barbara Jones Janet Moreau                                                            | GER    | Helga Klein Ursula Knab Marga Petersen Maria Sander                                                                       | GBR   | Heather Armitage Sylvia Cheeseman Jean Desforges June Foulds                                 |
| 1956   | AUS  | Norma Croker Betty Cuthbert Fleur Mellor Shirley Strickland-de la Hunty                                         | GBR    | Heather Armitage Anne Pashley June Paul-Foulds Jean Scrivens                                                              | USA   | Isabelle Daniels Mae Faggs Margaret Matthews Wilma Rudolph                                   |
| 1960   | USA  | Martha Hudson Barbara Jones Wilma Rudolph Lucinda Williams                                                      | EUA    | Anni Biechl Jutta Heine Brunhilde Hendrix Martha Langbein                                                                 | POL   | Barbara Janiszewska Celina Jesionowska Halina Richter Teresa Wieczorek                       |
| 1964   | POL  | Teresa Ciepły Halina Górecka Irena Kirszenstein Ewa Kłobukowska                                                 | USA    | Edith McGuire Wyomia Tyus Marilyn White Willye White                                                                      | GBR   | Daphne Arden Dorothy Hyman Mary Rand Janet Simpson                                           |
| 1968   | USA  | Margaret Bailes Barbara Ferrell Mildrette Netter Wyomia Tyus                                                    | CUB    | Miguelina Cobián Marlene Elejarde Violetta Quesada Fulgencia Romay                                                        | URS   | Galina Boekharina Ljoedmila Ignatjeva Vera Popkova Ljoedmila Zjarkova                        |
| 1972   | FRG  | Christiane Krause Ingrid Mickler-Becker Annegret Richter Heide Rosendahl                                        | GDR    | Christina Heinich Evelyn Kaufer Renate Stecher Bärbel Struppert                                                           | CUB   | Silvia Chivás Marlene Elejarde Fulgencia Romay Carmen Valdés                                 |
| 1976   | GDR  | Carla Bodendorf Bärbel Eckert Marlies Oelsner Renate Stecher                                                    | FRG    | Inge Helten Annegret Kroniger Elvira Possekel Annegret Richter                                                            | URS   | Vera Anisimova Nadeshda Besfamilnaja Tatjana Prorotsjenko Ljoedmila Zjarkova-Maslakova       |
| 1980   | GDR  | Ingrid Auerswald Marlies Göhr-Oelsner Romy Müller Bärbel Wöckel-Eckert                                          | URS    | Vera Anisimova Natalja Botsjina Vera Komisova Ljoedmila Zjarkova-Maslakova                                                | GBR   | Beverley Goddard Heather Hunte Sonia Lannaman Kathy Smallwood-Cook                           |
| 1984   | USA  | Evelyn Ashford Jeanette Bolden Alice Brown Chandra Cheeseborough                                                | CAN    | Angela Bailey France Gareau Marita Payne Angella Taylor                                                                   | GBR   | Beverley Goddard-Callender Heather Hunte Simone Jacobs Kathy Smallwood-Cook                  |
| 1988   | USA  | Evelyn Ashford Alice Brown Sheila Echols Florence Griffith-Joyner Evelyn Ashford Dannette Young                 | GDR    | Ingrid Auerswald Kerstin Behrendt Marlies Göhr-Oesner Silke Möller                                                        | URS   | Ljoedmila Kondratjeva Galina Maltsjoegina Natalja Voronova Marina Zjirova Maja Azarasjvili   |
| 1992   | USA  | Evelyn Ashford Carlette Guidry Esther Jones Gwen Torrence Michelle Finn                                         | EUN    | Olga Bogoslovskaja Galina Maltsjoegina Irina Privalova Marina Trandenkova                                                 | NGR   | Faith Idehen Mary Onyali Christy Opara-Thompson Beatrice Utondu                              |
| 1996   | USA  | Gail Devers Chryste Gaines Inger Miller Gwen Torrence Carlette Guidry                                           | BAH    | Eldece Clarke Pauline Davis Sevatheda Fynes Chandra Sturrup Debbie Ferguson                                               | JAM   | Juliet Cuthbert Michelle Freeman Nicole Mitchell Merlene Ottey Gillian Russell Andria Lloyd  |
| 2000   | BAH  | Pauline Davis-Thompson Debbie Ferguson Sevatheda Fynes Chandra Sturrup Eldece Clarke-Lewis                      | JAM    | Veronica Campbell Tayna Lawrence Beverly McDonald Merlene Ottey                                                           | USA   | Chryste Gaines Torri Edwards Nanceen Perry Marion Jones gediskwalificeerd Passion Richardson |
| 2004   | JAM  | Aleen Bailey Veronica Campbell Tayna Lawrence Sherone Simpson Beverly McDonald                                  | RUS    | Irina Chabarova Olga Fjodorova Larisa Kroeglova Joelia Tabakova                                                           | FRA   | Christine Arron Sylviane Félix Muriel Hurtis-Houairi Véronique Mang                          |
| 2008   | BEL  | Olivia Borlée Kim Gevaert Hanna Mariën Élodie Ouédraogo                                                         | NGR    | Ene Franca Idoko Halimat Ismaila Gloria Kemasuode Oludamola Osayomi Ene Franca Idoko                                      | BRA   | Rosemar Coelho Neto Lucimar de Moura Thaissa Presti Rosangela Santos                         |
| 2012   | USA  | Allyson Felix Carmelita Jeter Bianca Knight Tianna Madison Jeneba Tarmoh Lauryn Williams                        | JAM    | Veronica Campbell-Brown Shelly-Ann Fraser-Pryce Sherone Simpson Kerron Stewart Samantha Henry-Robinson Schillonie Calvert | UKR   | Jelizaveta Bryzhina Olesya Povh Mariya Ryemyen Hrystyna Stuy                                 |
| 2016   | USA  | Morolake Akinosun Tianna Bartoletta Tori Bowie English Gardner Allyson Felix                                    | JAM    | Veronica Campbell-Brown Simone Facey Sashalee Forbes Shelly-Ann Fraser-Pryce Elaine Thompson Christania Williams          | GBR   | Dina Asher-Smith Desiree Henry Daryll Neita Asha Philip                                      |
| 2020   | JAM  | Remona Burchell Shelly-Ann Fraser-Pryce Shericka Jackson Natasha Morrison Elaine Thompson-Herah Briana Williams | USA    | Teahna Daniels English Gardner Aleia Hobbs Javianne Oliver Jenna Prandini Gabrielle Thomas                                | GBR   | Dina Asher-Smith Imani Lansiquot Daryll Neita Asha Philip                                    |
| 2024   | USA  | Melissa Jefferson Twanisha Terry Gabrielle Thomas Sha'Carri Richardson                                          | GBR    | Dina Asher-Smith Imani-Lara Lansiquot Amy Hunt Daryll Neita Bianca Williams Desiree Henry                                 | GER   | Alexandra Burghardt Lisa Mayer Gina Lückenkemper Rebekka Haase Sophia Junk                   |

| Land | Goud | Zilver | Brons |
| ---- | ---- | ------ | ----- |
| USA  | 12   | 3      | 1     |
| JAM  | 02   | 3      | 1     |
| GDR  | 02   | 2      | 0     |
| CAN  | 01   | 2      | 2     |
| AUS  | 01   | 1      | 0     |
| BAH  | 01   | 1      | 0     |
| FRG  | 01   | 1      | 0     |
| POL  | 01   | 0      | 1     |
| BEL  | 01   | 0      | 0     |
| NED  | 01   | 0      | 0     |
| GBR  | 0    | 3      | 7     |
| URS  | 0    | 1      | 3     |
| GER  | 0    | 1      | 2     |
| CUB  | 0    | 1      | 1     |
| NGR  | 0    | 1      | 1     |
| RUS  | 0    | 1      | 0     |
| EUA  | 0    | 1      | 0     |
| EUN  | 0    | 1      | 0     |
| BRA  | 0    | 0      | 1     |
| FRA  | 0    | 0      | 1     |
| UKR  | 0    | 0      | 1     |

Meervoudige medaillewinnaars
| Succesvolste | Succesvolste | Meervoudige |
| --- | --- | --- |
| 3-0-0 Evelyn Ashford 2-1-0 Marlies Göhr-Oelsner 2-0-0 Bärbel Wöckel-Eckert 2-0-0 Alice Brown 2-0-0 Allyson Felix 2-0-0 Annette Rogers 2-0-0 Gwen Torrence 1-3-0 Veronica Campbell-Brown 1-2-0 Shelly-Ann Fraser-Pryce | 1-1-0 Shirley Strickland-de la Hunty 1-1-0 Eldece Clarke-Lewis 1-1-0 Pauline Davis-Thompson 1-1-0 Debbie Ferguson 1-1-0 Sevatheda Fynes 1-1-0 Chandra Sturrup 1-1-0 Ingrid Auerswald 1-1-0 Renate Stecher 1-1-0 Annegret Richter 1-1-0 Tayna Lawrence 1-1-0 Beverly McDonald 1-1-0 Sherone Simpson 1-1-0 Elaine Thompson-Herah 1-1-0 English Gardner 1-1-0 Betty Robinson 1-1-0 Gabrielle Thomas 1-1-0 Wyomia Tyus 1-0-1 Mae Faggs 1-0-1 Chryste Gaines 1-0-1 Wilma Rudolph | 0-1-2 Dina Asher-Smith 0-1-2 Daryll Neita 0-1-2 Ljoedmila Zjarkova-Maslakova 0-1-1 Marlene Elejarde 0-1-1 Fulgencia Romay 0-1-1 Merlene Ottey 0-1-1 Heather Armitage 0-1-1 Desiree Henry 0-1-1 Eileen Hiscock 0-1-1 Imani-Lara Lansiquot 0-1-1 June Paul-Foulds 0-1-1 Vera Anisimova 0-1-1 / Galina Maltsjoegina 0-0-2 Beverley Goddard-Callender 0-0-2 Heather Hunte 0-0-2 Asha Philip 0-0-2 Kathy Smallwood-Cook |

### 4 × 400 m
| Editie | Goud | Goud | Zilver | Zilver | Brons | Brons |
| ------ | ---- | --- | ------ | --- | ----- | --- |
| 1972   | GDR  | Dagmar Käsling Rita Kühne Helga Seidler Monika Zehrt                                                                 | USA    | Mable Fergerson Kathy Hammond Madeline Manning Cheryl Toussaint                                                          | FRG   | Inge Bödding Hildegard Falck Anette Rückes Rita Wilden                                                               |
| 1976   | GDR  | Christina Brehmer Doris Maletzki Brigitte Rohde Ellen Streidt                                                        | USA    | Rosalyn Bryant Pamela Giles Sheila Ingram Debra Sapenter                                                                 | URS   | Ljoedmila Aksenova Nadeshda Iljina Inta Klimoviča Natalja Sokolova                                                   |
| 1980   | URS  | Tatjana Goisjtsjik Irina Nazarova Tatjana Prorotsjenko Nina Zjoeskova                                                | GDR    | Marita Koch Barbara Krug Christina Lathan-Brehmer Gabriele Löwe                                                          | GBR   | Donna Hartley Joslyn Hoyte-Smith Linsey MacDonald Michelle Probert                                                   |
| 1984   | USA  | Valerie Brisco-Hooks Chandra Cheeseborough Sherri Howard Lillie Leatherwood Diane Dixon Denean Howard                | CAN    | Charmaine Crooks Molly Killingbeck Marita Payne Jillian Richardson Dana Wright                                           | FRG   | Gaby Bußmann Heidi-Elke Gaugel Heike Schulte-Mattler Ute Thimm                                                       |
| 1988   | URS  | Olga Bryzgina Tatjana Ledovskaja Olga Nazarova Maria Pinigina Ljoedmila Dzjigalova                                   | USA    | Valerie Brisco-Hooks Diane Dixon Florence Griffith-Joyner Denean Howard-Hill Sherri Howard Lillie Leatherwood            | GDR   | Sabine Busch Kirsten Emmelmann Petra Müller Dagmar Neubauer Grit Breuer                                              |
| 1992   | EUN  | Olga Bryzgina Ljoedmila Dzjigalova Olga Nazarova Jelena Roezina Marina Sjmonina Lilia Noeroetdinova                  | USA    | Natasha Kaiser Jearl Miles Rochelle Stevens Gwen Torrence Denean Howard-Hill Dannette Young                              | GBR   | Sandra Douglas Sally Gunnell Phylis Smith Jennifer Stoute                                                            |
| 1996   | USA  | Kim Graham Maicel Malone Jearl Miles-Clark Rochelle Stevens Linetta Wilson                                           | NGR    | Olabisi Afolabi Falilat Ogunkoya Charity Opara Fatima Yusuf                                                              | GER   | Grit Breuer Linda Kisabaka Uta Rohländer Anja Rücker                                                                 |
| 2000   | USA  | Jearl Miles Clark Monique Hennagan LaTasha Colander Marion Jones Andrea Anderson                                     | JAM    | Lorraine Graham Deon Hemmings Sandie Richards Catherine Scott Charmaine Howell Michelle Burgher                          | RUS   | Svetlana Gontsjarenko Olga Kotljarova Irina Privalova Joelija Sotnikova Natalja Nazarova Olesja Zykina               |
| 2004   | USA  | DeeDee Trotter Monique Henderson Sanya Richards Monique Hennagan Crystal Cox Moushaumi Robinson                      | RUS    | Natalja Antjoech Olesja Forsjeva Natalja Nazarova Olesja Zykina Tatjana Firova Natalja Ivanova                           | JAM   | Michelle Burgher Nadia Davy Sandie Richards Novlene Williams Ronetta Smith                                           |
| 2008   | USA  | Allyson Felix Monique Henderson Sanya Richards Mary Wineberg Natasha Hastings                                        | RUS    | Tatjana Firova Joelia Goesjtsjina Anastasia Kapatsjinskaja Ljoedmila Litvinova Bobby-Gaye Wilkins                        | JAM   | Shereefa Lloyd Novlene Williams Shericka Williams Rosemarie Whyte                                                    |
| 2012   | USA  | Keshia Baker Diamond Dixon Allyson Felix Francena McCorory Sanya Richards-Ross DeeDee Trotter                        | RUS    | Natalja Antjoech Joelia Goesjtsjina Tatjana Firova Anastasia Kapatsjinskaja Antonina Krivosjapka Natalja Nazarova        | JAM   | Christine Day Shereefa Lloyd Rosemarie Whyte Shericka Williams Novlene Williams-Mills                                |
| 2016   | USA  | Allyson Felix Phyllis Francis Taylor Ellis-Watson Natasha Hastings Francena McCorory Courtney Okolo                  | JAM    | Christine Day Chrisann Gordon Shericka Jackson Anneisha McLaughlin-Whilby Stephenie Ann McPherson Novlene Williams-Mills | GBR   | Emily Diamond Eilidh Doyle Kelly Massey Christine Ohuruogu Anyika Onuora                                             |
| 2020   | USA  | Kendall Ellis Allyson Felix Lynna Irby Wadeline Jonathas Sydney McLaughlin Athing Mu Dalilah Muhammad Kaylin Whitney | POL    | Iga Baumgart-Witan Małgorzata Hołub-Kowalik Natalia Kaczmarek Anna Kiełbasińska Justyna Święty-Ersetic                   | JAM   | Junelle Bromfield Shericka Jackson Roneisha McGregor Candice McLeod Janieve Russell Stacey-Ann Williams              |
| 2024   | USA  | Shamier Little Sydney McLaughlin-Levrone Gabrielle Thomas Alexis Holmes Quanera Hayes Aaliyah Butler Kaylyn Brown    | NED    | Lieke Klaver Cathelijn Peeters Lisanne de Witte Femke Bol Eveline Saalberg Myrte van der Schoot                          | GBR   | Victoria Ohuruogu Laviai Nielsen Nicole Yeargin Amber Anning Yemi Mary John Hannah Kelly Jodie Williams Lina Nielsen |

| Land | Goud | Zilver | Brons |
| ---- | ---- | ------ | ----- |
| USA  | 9    | 4      | 0     |
| GDR  | 2    | 1      | 1     |
| URS  | 2    | 0      | 1     |
| EUN  | 1    | 0      | 0     |
| RUS  | 0    | 3      | 1     |
| JAM  | 0    | 2      | 4     |
| CAN  | 0    | 1      | 0     |
| NED  | 0    | 1      | 0     |
| NGR  | 0    | 1      | 0     |
| POL  | 0    | 1      | 0     |
| GBR  | 0    | 0      | 4     |
| FRA  | 0    | 0      | 2     |
| GER  | 0    | 0      | 1     |

Meervoudige medaillewinnaars
| Succesvolste | Meervoudige |
| --- | --- |
| 4-0-0 Allyson Felix 3-0-0 Sanya Richards-Ross 2-0-0 / Olga Bryzgina 2-0-0 / Olga Nazarova 2-0-0 Monique Hennagan 2-0-0 Francena McCorory 2-0-0 DeeDee Trotter 2-0-0 Sydney McLaughlin-Levrone 1-1-0 Christina Brehmer 1-1-0 Valerie Brisco-Hooks 1-1-0 Jearl Miles-Clark 1-1-0 Rochelle Stevens | 0-1-3 Novlene Williams 0-1-1 Christine Day 0-1-1 Shericka Jackson 0-1-1 Sandie Richards 0-1-1 Michelle Burgher 0-0-2 Shereefa Lloyd 0-0-2 Rosemarie Whyte 0-0-2 Shericka Williams 0-0-2 Christine Ohuruogu |

### 800 m
| Editie | Goud | Goud                  | Zilver | Zilver              | Brons | Brons                    |
| ------ | ---- | --------------------- | ------ | ------------------- | ----- | ------------------------ |
| 1928   | GER  | Lina Radke-Batschauer | JPN    | Kinue Hitomi        | SWE   | Inga Gentzel             |
|        |      |                       |        |                     |       |                          |
| 1960   | URS  | Ljoedmila Sjevtsova   | AUS    | Brenda Jones        | EUA   | Ursula Donath            |
| 1964   | GBR  | Ann Packer            | FRA    | Maryvonne Dupureur  | NZL   | Marise Chamberlain       |
| 1968   | USA  | Madeline Manning      | ROU    | Ileana Silai        | NED   | Mia Gommers              |
| 1972   | FRG  | Hildegard Falck       | URS    | Nijolė Sabaitė      | GDR   | Gunhild Hoffmeister      |
| 1976   | URS  | Tatjana Kazankina     | BUL    | Nikolina Sjtereva   | GDR   | Elfi Zinn                |
| 1980   | URS  | Nadezjda Olizarenko   | URS    | Olga Minejeva       | URS   | Tatjana Providokhina     |
| 1984   | ROU  | Doina Melinte         | USA    | Kim Gallagher       | ROU   | Fița Lovin               |
| 1988   | GDR  | Sigrun Wodars         | GDR    | Christine Wachtel   | USA   | Kim Gallagher            |
| 1992   | NED  | Ellen van Langen      | EUN    | Lilia Noeroetdinova | CUB   | Ana Fidelia Quirot       |
| 1996   | RUS  | Svetlana Masterkova   | CUB    | Ana Fidelia Quirot  | MOZ   | Maria Mutola             |
| 2000   | MOZ  | Maria Mutola          | AUT    | Stephanie Graf      | GBR   | Kelly Holmes             |
| 2004   | GBR  | Kelly Holmes          | MAR    | Hasna Benhassi      | SLO   | Jolanda Čeplak           |
| 2008   | KEN  | Pamela Jelimo         | KEN    | Janeth Jepkosgei    | MAR   | Hasna Benhassi           |
| 2012   | RUS  | Maria Savinova        | RSA    | Caster Semenya      | RUS   | Jekaterina Poistogova    |
| 2016   | RSA  | Caster Semenya        | BDI    | Francine Niyonsaba  | KEN   | Margaret Nyairera Wambui |
| 2020   | USA  | Athing Mu             | GBR    | Keely Hodgkinson    | USA   | Raevyn Rogers            |
| 2024   | GBR  | Keely Hodgkinson      | ETH    | Tsige Duguma        | KEN   | Mary Moraa               |

| Land | Goud | Zilver | Brons |
| ---- | ---- | ------ | ----- |
| URS  | 3    | 2      | 1     |
| USA  | 2    | 1      | 2     |
| GBR  | 2    | 1      | 1     |
| RUS  | 2    | 0      | 1     |
| GDR  | 1    | 1      | 2     |
| KEN  | 1    | 1      | 1     |
| ROU  | 1    | 1      | 1     |
| RSA  | 1    | 1      | 0     |
| MOZ  | 1    | 0      | 1     |
| NED  | 1    | 0      | 1     |
| FRG  | 1    | 0      | 0     |
| GER  | 1    | 0      | 0     |
| CUB  | 0    | 1      | 1     |
| MAR  | 0    | 1      | 1     |
| AUS  | 0    | 1      | 0     |
| AUT  | 0    | 1      | 0     |
| BDI  | 0    | 1      | 0     |
| BUL  | 0    | 1      | 0     |
| EUN  | 0    | 1      | 0     |
| FRA  | 0    | 1      | 0     |
| JPN  | 0    | 1      | 0     |
| EUA  | 0    | 0      | 1     |
| NZL  | 0    | 0      | 1     |
| SLO  | 0    | 0      | 1     |
| SWE  | 0    | 0      | 1     |

Meervoudige medaillewinnaars
| Succesvolste                                                                      | Meervoudige                                                       |
| --------------------------------------------------------------------------------- | ----------------------------------------------------------------- |
| 1-1-0 Keely Hodgkinson 1-1-0 Caster Semenya 1-0-1 Kelly Holmes 1-0-1 Maria Mutola | 0-1-1 Hasna Benhassi 0-1-1 Kim Gallagher 0-1-1 Ana Fidelia Quirot |

### 1500 m
| Editie | Goud | Goud                       | Zilver | Zilver                | Brons | Brons               |
| ------ | ---- | -------------------------- | ------ | --------------------- | ----- | ------------------- |
| 1972   | URS  | Ljoedmila Bragina          | GDR    | Gunhild Hoffmeister   | ITA   | Paola Cacchi        |
| 1976   | URS  | Tatjana Kazankina          | GDR    | Gunhild Hoffmeister   | GDR   | Ulrike Klapezynski  |
| 1980   | URS  | Tatjana Kazankina          | GDR    | Christiane Wartenberg | URS   | Nadezjda Olizarenko |
| 1984   | ITA  | Gabriella Dorio            | ROU    | Doina Melinte         | ROU   | Maricica Puică      |
| 1988   | ROU  | Paula Ivan                 | URS    | Laimutė Baikauskaitė  | URS   | Tatjana Samolenko   |
| 1992   | ALG  | Hassiba Boulmerka          | EUN    | Ljoedmila Rogatsjova  | CHN   | Qu Yunxia           |
| 1996   | RUS  | Svetlana Masterkova        | ROU    | Gabriela Szabó        | AUT   | Theresia Kiesl      |
| 2000   | ALG  | Nouria Mérah-Benida        | ROU    | Violeta Beclea        | ROU   | Gabriela Szabó      |
| 2004   | GBR  | Kelly Holmes               | RUS    | Tatjana Tomasjova     | ROU   | Maria Cioncan       |
| 2008   | KEN  | Nancy Langat               | UKR    | Iryna Lisjtsjynska    | UKR   | Natalja Tobias      |
| 2012 * | BRN  | Maryam Jamal               | RUS    | Tatjana Tomasjova     | ETH   | Abeba Aregawi       |
| 2016   | KEN  | Faith Chepngetich Kipyegon | ETH    | Genzebe Dibaba        | USA   | Jennifer Simpson    |
| 2020   | KEN  | Faith Chepngetich Kipyegon | GBR    | Laura Muir            | NED   | Sifan Hassan        |
| 2024   | KEN  | Faith Chepngetich Kipyegon | AUS    | Jessica Hull          | GBR   | Georgia Bell        |

| Land | Goud | Zilver | Brons |
| ---- | ---- | ------ | ----- |
| KEN  | 4    | 0      | 1     |
| URS  | 3    | 1      | 2     |
| ALG  | 2    | 0      | 0     |
| ROU  | 1    | 3      | 3     |
| RUS  | 1    | 2      | 0     |
| GBR  | 1    | 1      | 1     |
| ITA  | 1    | 0      | 1     |
| BRN  | 1    | 0      | 0     |
| GDR  | 0    | 3      | 0     |
| ETH  | 0    | 1      | 1     |
| UKR  | 0    | 1      | 1     |
| AUS  | 0    | 1      | 0     |
| EUN  | 0    | 1      | 0     |
| AUT  | 0    | 0      | 1     |
| CHN  | 0    | 0      | 1     |
| NED  | 0    | 0      | 1     |
| USA  | 0    | 0      | 1     |

* 2012: Nadat eerst de Turkse Aslı Çakır Alptekin haar gouden medaille werd ontnomen, en later ook haar landgenote Gamze Bulut dit lot onderging, werden de medailles op de 1500 meter vrouwen opnieuw toegewezen, het Bahreinse brons werd goud en Rusland kreeg er een zilveren medaille bij en Ethiopië een bronzen.
Meervoudige medaillewinnaars
| Succesvolste                                             | Meervoudige                                                            |
| -------------------------------------------------------- | ---------------------------------------------------------------------- |
| 3-0-0 Faith Chepngetich Kipyegon 2-0-0 Tatjana Kazankina | 0-2-0 Gunhild Hoffmeister 0-2-0 Tatjana Tomasjova 0-1-1 Gabriela Szabó |

### 5000 m
| Editie     | Goud       | Goud              | Zilver     | Zilver                       | Brons      | Brons           |
| 3000 meter | 3000 meter | 3000 meter        | 3000 meter | 3000 meter                   | 3000 meter | 3000 meter      |
| ---------- | ---------- | ----------------- | ---------- | ---------------------------- | ---------- | --------------- |
| 1984       | ROU        | Maricica Puică    | GBR        | Wendy Sly                    | CAN        | Lynn Williams   |
| 1988       | URS        | Tatjana Samolenko | ROU        | Paula Ivan                   | GBR        | Yvonne Murray   |
| 1992       | EUN        | Jelena Romanova   | EUN        | Tatjana Dorovskikh-Samolenko | CAN        | Angela Chalmers |
| 5000 meter |            |                   |            |                              |            |                 |
| 1996       | CHN        | Wang Junxia       | KEN        | Pauline Konga                | ITA        | Roberta Brunet  |
| 2000       | ROU        | Gabriela Szabó    | IRL        | Sonia O'Sullivan             | ETH        | Gete Wami       |
| 2004       | ETH        | Meseret Defar     | KEN        | Isabella Ochichi             | ETH        | Tirunesh Dibaba |
| 2008       | ETH        | Tirunesh Dibaba   | TUR        | Elvan Abeylegesse            | ETH        | Meseret Defar   |
| 2012       | ETH        | Meseret Defar     | KEN        | Vivian Cheruiyot             | ETH        | Tirunesh Dibaba |
| 2016       | KEN        | Vivian Cheruiyot  | KEN        | Hellen Obiri                 | ETH        | Almaz Ayana     |
| 2020       | NED        | Sifan Hassan      | KEN        | Hellen Obiri                 | ETH        | Gudaf Tsegay    |
| 2024       | KEN        | Beatrice Chebet   | KEN        | Faith Kipyegon               | NED        | Sifan Hassan    |

| Land | Goud | Zilver | Brons |
| ---- | ---- | ------ | ----- |
| ETH  | 3    | 0      | 6     |
| KEN  | 2    | 6      | 0     |
| ROU  | 2    | 1      | 0     |
| EUN  | 1    | 1      | 0     |
| NED  | 1    | 0      | 1     |
| CHN  | 1    | 0      | 0     |
| URS  | 1    | 0      | 0     |
| GBR  | 0    | 1      | 1     |
| IRL  | 0    | 1      | 0     |
| TUR  | 0    | 1      | 0     |
| CAN  | 0    | 0      | 2     |
| ITA  | 0    | 0      | 1     |

Meervoudige medaillewinnaars
| Succesvolste | Meervoudige        |
| --- | ------------------ |
| 2-1-0 Meseret Defar 1-1-0 Vivian Cheruiyot 1-1-0 Tatjana Dorovskikh-Samolenko 1-0-2 Tirunesh Dibaba 1-0-1 Sifan Hassan | 0-2-0 Hellen Obiri |

### 10.000 m
| Editie | Goud | Goud             | Zilver | Zilver             | Brons | Brons             |
| ------ | ---- | ---------------- | ------ | ------------------ | ----- | ----------------- |
| 1988   | URS  | Olga Bondarenko  | GBR    | Liz McColgan       | URS   | Jelena Zjoepijova |
| 1992   | ETH  | Derartu Tulu     | RSA    | Elana Meyer        | USA   | Lynn Jennings     |
| 1996   | POR  | Fernanda Ribeiro | CHN    | Wang Junxia        | ETH   | Gete Wami         |
| 2000   | ETH  | Derartu Tulu     | ETH    | Gete Wami          | POR   | Fernanda Ribeiro  |
| 2004   | CHN  | Xing Huina       | ETH    | Ejegayehu Dibaba   | ETH   | Derartu Tulu      |
| 2008   | ETH  | Tirunesh Dibaba  | TUR    | Elvan Abeylegesse  | USA   | Shalane Flanagan  |
| 2012   | ETH  | Tirunesh Dibaba  | KEN    | Sally Kipyego      | KEN   | Vivian Cheruiyot  |
| 2016   | ETH  | Almaz Ayana      | KEN    | Vivian Cheruiyot   | ETH   | Tirunesh Dibaba   |
| 2020   | NED  | Sifan Hassan     | BRN    | Kalkidan Gezahegne | ETH   | Letesenbet Gidey  |
| 2024   | KEN  | Beatrice Chebet  | ITA    | Nadia Battocletti  | NED   | Sifan Hassan      |

| Land | Goud | Zilver | Brons |
| ---- | ---- | ------ | ----- |
| ETH  | 5    | 2      | 4     |
| KEN  | 1    | 2      | 1     |
| CHN  | 1    | 1      | 0     |
| POR  | 1    | 0      | 1     |
| NED  | 1    | 0      | 1     |
| URS  | 1    | 0      | 1     |
| BRN  | 0    | 1      | 0     |
| GBR  | 0    | 1      | 0     |
| ITA  | 0    | 1      | 0     |
| RSA  | 0    | 1      | 0     |
| TUR  | 0    | 1      | 0     |
| USA  | 0    | 0      | 2     |

Meervoudige medaillewinnaars
| Succesvolste                                                                       | Meervoudige                            |
| ---------------------------------------------------------------------------------- | -------------------------------------- |
| 2-0-1 Tirunesh Dibaba 2-0-1 Derartu Tulu 1-0-1 Sifan Hassan 1-0-1 Fernanda Ribeiro | 0-1-1 Vivian Cheruiyot 0-1-1 Gete Wami |

### 100 m horden
| Editie           | Goud            | Goud                           | Zilver          | Zilver               | Brons           | Brons                         |
| 80 meter horden  | 80 meter horden | 80 meter horden                | 80 meter horden | 80 meter horden      | 80 meter horden | 80 meter horden               |
| ---------------- | --------------- | ------------------------------ | --------------- | -------------------- | --------------- | ----------------------------- |
| 1932             | USA             | Babe Didrikson                 | USA             | Evelyne Hall         | RSA             | Marjorie Clark                |
| 1936             | ITA             | Ondina Valla                   | GER             | Anni Steuer          | CAN             | Elizabeth Taylor              |
| 1948             | NED             | Fanny Blankers-Koen            | GBR             | Maureen Gardner      | AUS             | Shirley Strickland            |
| 1952             | AUS             | Shirley Strickland-de la Hunty | URS             | Maria Goloebnitshaja | GER             | Maria Sander                  |
| 1956             | AUS             | Shirley Strickland-de la Hunty | EUA             | Gisela Köhler        | AUS             | Norma Thrower                 |
| 1960             | URS             | Irina Press                    | GBR             | Carole Quinton       | EUA             | Gisela Birkemeyer-Köhler      |
| 1964             | EUA             | Karin Balzer                   | POL             | Teresa Ciepły        | AUS             | Pam Kilborn                   |
| 1968             | AUS             | Maureen Caird                  | AUS             | Pam Kilborn          | RCO             | Chi Cheng                     |
| 100 meter horden |                 |                                |                 |                      |                 |                               |
| 1972             | GDR             | Annelie Ehrhardt               | ROU             | Valeria Bufanu       | GDR             | Karin Balzer                  |
| 1976             | GDR             | Johanna Schaller               | URS             | Tatjana Anisimova    | URS             | Natalja Lebedjeva             |
| 1980             | URS             | Vera Komisova                  | GDR             | Johanna Schaller     | POL             | Lucyna Langer                 |
| 1984             | USA             | Benita Fitzgerald              | GBR             | Shirley Strong       | FRA USA         | Michèle Chardonnet Kim Turner |
| 1988             | BUL             | Jordanka Donkova               | GDR             | Gloria Siebert       | FRG             | Claudia Zackiewicz            |
| 1992             | GRE             | Voula Patoulidou               | USA             | LaVonna Martin       | BUL             | Jordanka Donkova              |
| 1996             | SWE             | Ludmila Engquist               | SLO             | Brigita Bukovec      | FRA             | Patricia Girard-Léno          |
| 2000             | KAZ             | Olga Shishigina                | NGR             | Glory Alozie         | USA             | Melissa Morrison              |
| 2004             | USA             | Joanna Hayes                   | UKR             | Olena Krasovska      | USA             | Melissa Morrison              |
| 2008             | USA             | Dawn Harper                    | AUS             | Sally McLellan       | CAN             | Priscilla Lopes-Schliep       |
| 2012             | AUS             | Sally Pearson-McLellan         | USA             | Dawn Harper          | USA             | Kellie Wells                  |
| 2016             | USA             | Brianna Rollins                | USA             | Nia Ali              | USA             | Kristi Castlin                |
| 2020             | PUR             | Jasmine Camacho-Quinn          | USA             | Kendra Harrison      | JAM             | Megan Tapper                  |
| 2020             | USA             | Masai Russell                  | FRA             | Cyréna Samba-Mayela  | PUR             | Jasmine Camacho-Quinn\|       |

| Land | Goud | Zilver | Brons |
| ---- | ---- | ------ | ----- |
| USA  | 6    | 5      | 5     |
| AUS  | 4    | 2      | 3     |
| GDR  | 2    | 2      | 1     |
| URS  | 2    | 2      | 1     |
| EUA  | 1    | 1      | 1     |
| BUL  | 1    | 0      | 1     |
| PUR  | 1    | 0      | 1     |
| GRE  | 1    | 0      | 0     |
| ITA  | 1    | 0      | 0     |
| KAZ  | 1    | 0      | 0     |
| NED  | 1    | 0      | 0     |
| SWE  | 1    | 0      | 0     |
| GBR  | 0    | 3      | 0     |
| FRA  | 0    | 1      | 2     |
| GER  | 0    | 1      | 1     |
| POL  | 0    | 1      | 1     |
| NGR  | 0    | 1      | 0     |
| ROU  | 0    | 1      | 0     |
| SLO  | 0    | 1      | 0     |
| UKR  | 0    | 1      | 0     |
| CAN  | 0    | 0      | 2     |
| FRG  | 0    | 0      | 1     |
| JAM  | 0    | 0      | 1     |
| RSA  | 0    | 0      | 1     |
| TPE  | 0    | 0      | 1     |

Meervoudige medaillewinnaars
| Succesvolste | Meervoudige                                                             |
| --- | ----------------------------------------------------------------------- |
| 2-1-0 Shirley Strickland-de la Hunty 1-1-0 Dawn Harper 1-1-0 Sally Pearson-McLellan 1-1-0 Johanna Schaller 1-0-1 Karin Balzer 1-0-1 Jordanka Donkova 1-0-1 Jasmine Camacho-Quinn | 0-0-2 Melissa Morrison 0-1-1 Gisela Birkemeyer-Köhler 0-1-1 Pam Kilborn |

### 400 m horden
| Editie | Goud | Goud                      | Zilver | Zilver                  | Brons | Brons                         |
| ------ | ---- | ------------------------- | ------ | ----------------------- | ----- | ----------------------------- |
| 1984   | MAR  | Nawal El Moutawakel       | USA    | Judi Brown              | ROU   | Cristeana Cojocaru            |
| 1988   | AUS  | Debbie Flintoff-King      | URS    | Tatjana Ledovskaja      | GDR   | Ellen Fiedler                 |
| 1992   | GBR  | Sally Gunnell             | USA    | Sandra Farmer-Patrick   | USA   | Janeene Vickers               |
| 1996   | JAM  | Deon Hemmings             | USA    | Kim Batten              | USA   | Tonja Buford-Bailey           |
| 2000   | RUS  | Irina Privalova           | JAM    | Deon Hemmings           | MAR   | Nezha Bidouane                |
| 2004   | GRE  | Faní Chalkiá              | ROU    | Ionela Târlea-Manolache | UKR   | Tetjana Teresjtsjoek-Antipova |
| 2008   | JAM  | Melaine Walker            | USA    | Sheena Tosta            | GBR   | Tasha Danvers                 |
| 2012   | RUS  | Natalja Antjoech          | USA    | Lashinda Demus          | CZE   | Zuzana Hejnová                |
| 2016   | USA  | Dalilah Muhammad          | DEN    | Sara Petersen           | USA   | Ashley Spencer                |
| 2020   | USA  | Sydney McLaughlin         | USA    | Dalilah Muhammad        | NED   | Femke Bol                     |
| 2024   | USA  | Sydney McLaughlin-Levrone | USA    | Anna Cockrell           | NED   | Femke Bol                     |

| Land | Goud | Zilver | Brons |
| ---- | ---- | ------ | ----- |
| JAM  | 2    | 1      | 0     |
| USA  | 3    | 7      | 3     |
| RUS  | 2    | 0      | 0     |
| GBR  | 1    | 0      | 1     |
| MAR  | 1    | 0      | 1     |
| AUS  | 1    | 0      | 0     |
| GRE  | 1    | 0      | 0     |
| ROU  | 0    | 1      | 1     |
| DEN  | 0    | 1      | 0     |
| URS  | 0    | 1      | 0     |
| NED  | 0    | 0      | 2     |
| CZE  | 0    | 0      | 1     |
| GDR  | 0    | 0      | 1     |
| UKR  | 0    | 0      | 1     |

Meervoudige medaillewinnaars
| Succesvolste                                                               | Meervoudige     |
| -------------------------------------------------------------------------- | --------------- |
| 2-0-0 Sydney McLaughlin-Levrone 1-1-0 Deon Hemmings 1-1-0 Dalilah Muhammad | 0-0-2 Femke Bol |

### 3000 m steeplechase
| Editie | Goud | Goud                      | Zilver | Zilver                | Brons | Brons                 |
| ------ | ---- | ------------------------- | ------ | --------------------- | ----- | --------------------- |
| 2008   | RUS  | Goelnara Samitova-Galkina | KEN    | Eunice Jepkorir       | RUS   | Jekaterina Volkova    |
| 2012 * | TUN  | Habiba Ghribi             | ETH    | Sofia Assefa          | KEN   | Milcah Chemos Cheywa  |
| 2016   | BRN  | Ruth Jebet                | KEN    | Hyvin Kiyeng Jepkemoi | USA   | Emma Coburn           |
| 2020   | UGA  | Peruth Chemutai           | USA    | Courtney Frerichs     | KEN   | Hyvin Kiyeng Jepkemoi |
| 2024   | BRN  | Winfred Yavi              | UGA    | Peruth Chemutai       | KEN   | Faith Cherotich       |

| Land | Goud | Zilver | Brons |
| ---- | ---- | ------ | ----- |
| BRN  | 2    | 0      | 0     |
| UGA  | 1    | 1      | 0     |
| RUS  | 1    | 0      | 1     |
| TUN  | 1    | 0      | 0     |
| KEN  | 0    | 2      | 3     |
| USA  | 0    | 1      | 1     |
| ETH  | 0    | 1      | 0     |

* 2012: De medailles werden opnieuw toegewezen nadat de Russische Joelia Zaripova haar gouden medaille werd ontnomen op de 3000 meter steeplechase, het Tunesische zilver werd goud, het Ethiopische brons werd zilver en het brons ging naar de Keniaanse atlete.
Meervoudige medaillewinnaars
| Succesvolste          | Meervoudige                 |
| --------------------- | --------------------------- |
| 1-1-0 Peruth Chemutai | 0-1-1 Hyvin Kiyeng Jepkemoi |

### Zevenkamp
1964–1968: Vijfkamp (80 m horden, kogelstoten, hoogspringen, verspringen, 200 m)
1972–1976: Vijfkamp (100 m horden, kogelstoten, hoogspringen, verspringen, 200 m)
1980: Vijfkamp (100 m horden, kogelstoten, hoogspringen, verspringen, 800 m)
1984–2024: Zevenkamp (100 m horden, hoogspringen, kogelstoten, 200 m, verspringen, speerwerpen, 800 m)
| Vijfkamp  | Vijfkamp | Vijfkamp             | Vijfkamp | Vijfkamp                  | Vijfkamp | Vijfkamp              |
| Editie    | Goud     | Goud                 | Zilver   | Zilver                    | Brons    | Brons                 |
| --------- | -------- | -------------------- | -------- | ------------------------- | -------- | --------------------- |
| 1964      | URS      | Irina Press          | GBR      | Mary Rand                 | URS      | Galina Bystrova       |
| 1968      | FRG      | Ingrid Becker        | AUT      | Liese Prokop              | HUN      | Annamária Tóth        |
| 1972      | GBR      | Mary Peters          | FRG      | Heide Rosendahl           | GDR      | Burglinde Pollak      |
| 1976      | GDR      | Siegrun Siegl        | GDR      | Christine Laser           | GDR      | Burglinde Pollak      |
| 1980      | URS      | Nadezjda Tkatsjenko  | URS      | Olga Roekavisjnikova      | URS      | Olga Koeragina        |
| Zevenkamp |          |                      |          |                           |          |                       |
| 1984      | AUS      | Glynis Nunn          | USA      | Jackie Joyner             | FRG      | Sabine Everts         |
| 1988      | USA      | Jackie Joyner-Kersee | GDR      | Sabine John               | GDR      | Anke Behmer           |
| 1992      | USA      | Jackie Joyner-Kersee | EUN      | Irina Belova              | GER      | Sabine Braun          |
| 1996      | SYR      | Ghada Shouaa         | BLR      | Natalja Sazanovitsj       | GBR      | Denise Lewis          |
| 2000      | GBR      | Denise Lewis         | RUS      | Jelena Prokhorova         | BLR      | Natalja Sazanovitsj   |
| 2004      | SWE      | Carolina Klüft       | LTU      | Austra Skujytė            | GBR      | Kelly Sotherton       |
| 2008      | UKR      | Natalja Dobrynska    | USA      | Hyleas Fountain           | RUS      | Tatjana Tsjernova     |
| 2012      | GBR      | Jessica Ennis        | GER      | Lilli Schwarzkopf         | RUS      | Tatjana Tsjernova     |
| 2016      | BEL      | Nafissatou Thiam     | GBR      | Jessica Ennis-Hill        | CAN      | Brianne Theisen-Eaton |
| 2020      | BEL      | Nafissatou Thiam     | NED      | Anouk Vetter              | NED      | Emma Oosterwegel      |
| 2024      | BEL      | Nafissatou Thiam     | GBR      | Katarina Johnson-Thompson | BEL      | Noor Vidts            |

| Land | Goud | Zilver | Brons |
| ---- | ---- | ------ | ----- |
| GBR  | 3    | 3      | 2     |
| BEL  | 3    | 0      | 1     |
| USA  | 2    | 2      | 0     |
| URS  | 2    | 1      | 2     |
| GDR  | 1    | 2      | 3     |
| FRG  | 1    | 1      | 1     |
| AUS  | 1    | 0      | 0     |
| UKR  | 1    | 0      | 0     |
| SWE  | 1    | 0      | 0     |
| SYR  | 1    | 0      | 0     |
| RUS  | 0    | 1      | 2     |
| BLR  | 0    | 1      | 1     |
| GER  | 0    | 1      | 1     |
| NED  | 0    | 1      | 1     |
| AUT  | 0    | 1      | 0     |
| EUN  | 0    | 1      | 0     |
| LTU  | 0    | 1      | 0     |
| CAN  | 0    | 0      | 1     |
| HUN  | 0    | 0      | 1     |

Meervoudige medaillewinnaars
| Succesvolste                                                                                  | Meervoudige                                                              |
| --------------------------------------------------------------------------------------------- | ------------------------------------------------------------------------ |
| 3-0-0 Nafissatou Thiam 2-1-0 Jackie Joyner-Kersee 1-1-0 Jessica Ennis-Hill 1-0-1 Denise Lewis | 0-1-1 Natalja Sazanovitsj 0-0-2 Burglinde Pollak 0-0-2 Tatjana Tsjernova |

### Hink-stap-springen
| Editie | Goud | Goud                   | Zilver | Zilver            | Brons | Brons             |
| ------ | ---- | ---------------------- | ------ | ----------------- | ----- | ----------------- |
| 1996   | UKR  | Inessa Kravets         | RUS    | Inna Lassovskaja  | CZE   | Šárka Kašpárková  |
| 2000   | BUL  | Tereza Marinova        | RUS    | Tatjana Lebedeva  | UKR   | Olena Hovorova    |
| 2004   | CMR  | Françoise Mbango Etone | GRE    | Hrysopiyi Devetzi | RUS   | Tatjana Lebedeva  |
| 2008   | CMR  | Françoise Mbango Etone | RUS    | Tatjana Lebedeva  | GRE   | Hrysopiyi Devetzi |
| 2012   | KAZ  | Olga Rypakova          | COL    | Caterine Ibargüen | UKR   | Olha Saladoecha   |
| 2016   | COL  | Caterine Ibargüen      | VEN    | Yulimar Rojas     | KAZ   | Olga Rypakova     |
| 2020   | VEN  | Yulimar Rojas          | POR    | Patrícia Mamona   | ESP   | Ana Peleteiro     |
| 2020   | DMA  | Thea LaFond            | JAM    | Shanieka Ricketts | USA   | Jasmine Moore     |

| Land | Goud | Zilver | Brons |
| ---- | ---- | ------ | ----- |
| CMR  | 2    | 0      | 0     |
| COL  | 1    | 1      | 0     |
| VEN  | 1    | 1      | 0     |
| UKR  | 1    | 0      | 2     |
| KAZ  | 1    | 0      | 1     |
| BUL  | 1    | 0      | 0     |
| DOM  | 1    | 0      | 0     |
| RUS  | 0    | 3      | 1     |
| GRE  | 0    | 1      | 1     |
| JAM  | 0    | 1      | 0     |
| POR  | 0    | 1      | 0     |
| CZE  | 0    | 0      | 1     |
| ESP  | 0    | 0      | 1     |
| USA  | 0    | 0      | 1     |

Meervoudige medaillewinnaars
| Succesvolste                                                                                 | Meervoudige                                    |
| -------------------------------------------------------------------------------------------- | ---------------------------------------------- |
| 2-0-0 Françoise Mbango Etone 1-1-0 Caterine Ibargüen 1-1-0 Yulimar Rojas 1-0-1 Olga Rypakova | 0-2-1 Tatjana Lebedeva 0-1-1 Hrysopiyi Devetzi |

### Hoogspringen
| Editie | Goud | Goud                  | Zilver  | Zilver                                 | Brons   | Brons                                 |
| ------ | ---- | --------------------- | ------- | -------------------------------------- | ------- | ------------------------------------- |
| 1928   | CAN  | Ethel Catherwood      | NED     | Lien Gisolf                            | USA     | Mildred Wiley                         |
| 1932   | USA  | Jean Shiley           | USA     | Babe Didrikson                         | CAN     | Eva Dawes                             |
| 1936   | HUN  | Ibolya Csák           | GBR     | Dorothy Odam                           | GER     | Elfriede Kaun                         |
| 1948   | USA  | Alice Coachman        | GBR     | Dorothy Odam-Tyler                     | FRA     | Micheline Ostermeyer                  |
| 1952   | RSA  | Esther Brand          | GBR     | Sheila Lerwill                         | URS     | Aleksandra Tsjoedina                  |
| 1956   | USA  | Mildred McDaniel      | GBR     | Thelma Hopkins                         | URS     | Maria Pissarjeva                      |
| 1960   | ROU  | Iolanda Balaș         | POL GBR | Jarosława Jóźwiakowska Dorothy Shirley |         |                                       |
| 1964   | ROU  | Iolanda Balaș         | AUS     | Michele Brown                          | URS     | Taisija Tsjentsjik                    |
| 1968   | TCH  | Miloslava Rezková     | URS     | Antonina Okorokova                     | URS     | Valentina Kozyr                       |
| 1972   | FRG  | Ulrike Meyfarth       | BUL     | Jordanka Blagojeva                     | AUT     | Ilona Gusenbauer                      |
| 1976   | GDR  | Rosemarie Ackermann   | ITA     | Sara Simeoni                           | BUL     | Jordanka Blagojeva                    |
| 1980   | ITA  | Sara Simeoni          | POL     | Urszula Kielan                         | GDR     | Jutta Kirst                           |
| 1984   | FRG  | Ulrike Meyfarth       | ITA     | Sara Simeoni                           | USA     | Joni Huntley                          |
| 1988   | USA  | Louise Ritter         | BUL     | Stefka Kostadinova                     | URS     | Tamara Bykova                         |
| 1992   | GER  | Heike Henkel          | ROU     | Alina Astafei                          | CUB     | Ioamnet Quintero                      |
| 1996   | BUL  | Stefka Kostadinova    | GRE     | Níki Bakogiánni                        | UKR     | Inha Babakova                         |
| 2000   | RUS  | Jelena Jelesina       | RSA     | Hestrie Cloete                         | SWE ROU | Kajsa Bergqvist Oana Pantelimon       |
| 2004   | RUS  | Jelena Slesarenko     | RSA     | Hestrie Cloete                         | UKR     | Vita Stopina                          |
| 2008   | BEL  | Tia Hellebaut         | CRO     | Blanka Vlašić                          | RUS     | Anna Tsjitsjerova                     |
| 2012   | RUS  | Anna Tsjitsjerova     | USA     | Brigetta Barrett                       | RUS     | Svetlana Sjkolina                     |
| 2016   | ESP  | Ruth Beitia           | BUL     | Mirela Demireva                        | CRO     | Blanka Vlašić                         |
| 2020   | ROC  | Maria Lasitskene      | AUS     | Nicola McDermott                       | UKR     | Jaroslava Mahoetsjich                 |
| 2024   | UKR  | Jaroslava Mahoetsjich | AUS     | Nicola Olyslagers                      | AUS UKR | Eleanor Patterson Iryna Herasjtsjenko |

| Land | Goud | Zilver | Brons |
| ---- | ---- | ------ | ----- |
| USA  | 4    | 2      | 2     |
| RUS  | 3    | 0      | 2     |
| ROU  | 2    | 1      | 1     |
| FRG  | 2    | 0      | 0     |
| BUL  | 1    | 3      | 1     |
| ITA  | 1    | 2      | 0     |
| RSA  | 1    | 2      | 0     |
| UKR  | 1    | 0      | 4     |
| CAN  | 1    | 0      | 1     |
| GDR  | 1    | 0      | 1     |
| GER  | 1    | 0      | 1     |
| BEL  | 1    | 0      | 0     |
| ESP  | 1    | 0      | 0     |
| HUN  | 1    | 0      | 0     |
| ROC  | 1    | 0      | 0     |
| TCH  | 1    | 0      | 0     |
| GBR  | 0    | 5      | 0     |
| AUS  | 0    | 3      | 1     |
| POL  | 0    | 2      | 0     |
| URS  | 0    | 1      | 5     |
| CRO  | 0    | 1      | 1     |
| GRE  | 0    | 1      | 0     |
| NED  | 0    | 1      | 0     |
| AUT  | 0    | 0      | 1     |
| CUB  | 0    | 0      | 1     |
| FRA  | 0    | 0      | 1     |
| SWE  | 0    | 0      | 1     |

Meervoudige medaillewinnaars
| Succesvolste | Meervoudige |
| --- | --- |
| 2-0-0 Iolanda Balaș 2-0-0 Ulrike Meyfarth 1-2-0 Sara Simeoni 1-1-0 Stefka Kostadinova 1-0-1 Jaroslava Mahoetsjich 1-0-1 Anna Tsjitsjerova | 0-2-0 Nicola Olyslagers (McDermott) 0-2-0 Hestrie Cloete 0-2-0 Dorothy Odam-Tyler 0-1-1 Jordanka Blagojeva 0-1-1 Blanka Vlašić |

### Polsstokhoogspringen
| Editie | Goud | Goud                     | Zilver | Zilver              | Brons | Brons              |
| ------ | ---- | ------------------------ | ------ | ------------------- | ----- | ------------------ |
| 2000   | USA  | Stacy Dragila            | AUS    | Tatiana Grigorieva  | ISL   | Vala Flosadóttir   |
| 2004   | RUS  | Jelena Isinbajeva        | RUS    | Svetlana Feofanova  | POL   | Anna Rogowska      |
| 2008   | RUS  | Jelena Isinbajeva        | USA    | Jennifer Stuczynski | RUS   | Svetlana Feofanova |
| 2012   | USA  | Jennifer Suhr-Stuczynski | CUB    | Yarisley Silva      | RUS   | Jelena Isinbajeva  |
| 2016   | GRE  | Ekaterini Stefanidi      | USA    | Sandi Morris        | NZL   | Eliza McCartney    |
| 2020   | USA  | Katie Nageotte           | ROC    | Anzjelika Sidorova  | GBR   | Holly Bradshaw     |
| 2024   | AUS  | Nina Kennedy             | USA    | Katie Moon          | CAN   | Alysha Newman      |

| Land | Goud | Zilver | Brons |
| ---- | ---- | ------ | ----- |
| USA  | 3    | 3      | 0     |
| RUS  | 2    | 1      | 2     |
| AUS  | 1    | 1      | 0     |
| GRE  | 1    | 0      | 0     |
| CUB  | 0    | 1      | 0     |
| ROC  | 0    | 1      | 0     |
| CAN  | 0    | 0      | 1     |
| GBR  | 0    | 0      | 1     |
| ISL  | 0    | 0      | 1     |
| NZL  | 0    | 0      | 1     |
| POL  | 0    | 0      | 1     |

Meervoudige medaillewinnaars
| Succesvolste                                                                       | Meervoudige              |
| ---------------------------------------------------------------------------------- | ------------------------ |
| 2-0-1 Jelena Isinbajeva 1-1-0 Katie Moon (Nageotte) 1-1-0 Jennifer Suhr-Stuczynski | 0-1-1 Svetlana Feofanova |

### Verspringen
| Editie | Goud | Goud                 | Zilver | Zilver                     | Brons             | Brons                         |
| ------ | ---- | -------------------- | ------ | -------------------------- | ----------------- | ----------------------------- |
| 1948   | HUN  | Olga Gyarmati        | ARG    | Noemí Simonetto de Portela | SWE               | Ann-Britt Leyman              |
| 1952   | NZL  | Yvette Williams      | URS    | Aleksandra Tsjoedina       | GBR               | Shirley Cawley                |
| 1956   | POL  | Elżbieta Krzesińska  | USA    | Willye White               | URS               | Nadeshda Dvalisjvili-Sjnykina |
| 1960   | URS  | Vera Krepkina        | POL    | Elżbieta Krzesińska        | EUA               | Hildrun Claus                 |
| 1964   | GBR  | Mary Rand            | POL    | Irena Kirszenstein         | URS               | Tatjana Sjtsjelkanova         |
| 1968   | ROU  | Viorica Viscopoleanu | GBR    | Sheila Sherwood            | URS               | Tatjana Talysjeva             |
| 1972   | FRG  | Heide Rosendahl      | BUL    | Diana Jorgova              | TCH               | Eva Šuranová                  |
| 1976   | GDR  | Angela Voigt         | USA    | Kathy McMillan             | URS               | Lidija Alfejeva               |
| 1980   | URS  | Tatjana Kolpakova    | GDR    | Brigitte Wujak             | URS               | Tatyana Skatsjko              |
| 1984   | ROU  | Anişoara Stanciu     | ROU    | Vali Ionescu               | GBR               | Sue Hearnshaw                 |
| 1988   | USA  | Jackie Joyner-Kersee | GDR    | Heike Drechsler            | URS               | Galina Tsjistjakova           |
| 1992   | GER  | Heike Drechsler      | EUN    | Inessa Kravets             | USA               | Jackie Joyner-Kersee          |
| 1996   | NGR  | Chioma Ajunwa        | ITA    | Fiona May                  | USA               | Jackie Joyner-Kersee          |
| 2000   | GER  | Heike Drechsler      | ITA    | Fiona May                  | gediskwalificeerd | gediskwalificeerd             |
| 2004   | RUS  | Tatjana Lebedeva     | RUS    | Irina Simagina             | RUS               | Tatjana Kotova                |
| 2008   | BRA  | Maurren Maggi        | RUS    | Tatjana Lebedeva           | NGR               | Blessing Okagbare             |
| 2012   | USA  | Brittney Reese       | RUS    | Jelena Sokolova            | USA               | Janay DeLoach                 |
| 2016   | USA  | Tianna Bartoletta    | USA    | Brittney Reese             | SRB               | Ivana Španović                |
| 2020   | GER  | Malaika Mihambo      | USA    | Brittney Reese             | NGR               | Ese Brume                     |
| 2024   | USA  | Tara Davis-Woodhall  | GER    | Malaika Mihambo            | USA               | Jasmine Moore                 |

| Land | Goud | Zilver | Brons |
| ---- | ---- | ------ | ----- |
| USA  | 4    | 4      | 4     |
| GER  | 3    | 1      | 0     |
| URS  | 2    | 1      | 6     |
| ROU  | 2    | 1      | 0     |
| RUS  | 1    | 3      | 1     |
| GDR  | 1    | 2      | 0     |
| POL  | 1    | 2      | 0     |
| GBR  | 1    | 1      | 2     |
| NGR  | 1    | 0      | 2     |
| BRA  | 1    | 0      | 0     |
| FRG  | 1    | 0      | 0     |
| HUN  | 1    | 0      | 0     |
| NZL  | 1    | 0      | 0     |
| ITA  | 0    | 2      | 0     |
| ARG  | 0    | 1      | 0     |
| BUL  | 0    | 1      | 0     |
| EUN  | 0    | 1      | 0     |
| EUA  | 0    | 0      | 1     |
| SRB  | 0    | 0      | 1     |
| SWE  | 0    | 0      | 1     |
| TCH  | 0    | 0      | 1     |

Meervoudige medaillewinnaars
| Succesvolste | Meervoudige     |
| --- | --------------- |
| 2-1-0 / Heike Drechsler 1-2-0 Brittney Reese 1-1-0 Malaika Mihambo 1-1-0 Elżbieta Krzesińska 1-1-0 Tatjana Lebedeva 1-0-2 Jackie Joyner-Kersee | 0-2-0 Fiona May |

### Discuswerpen
| Editie | Goud | Goud                        | Zilver | Zilver                 | Brons | Brons                       |
| ------ | ---- | --------------------------- | ------ | ---------------------- | ----- | --------------------------- |
| 1928   | POL  | Halina Konopacka            | USA    | Lillian Copeland       | SWE   | Ruth Swedberg               |
| 1932   | USA  | Lillian Copeland            | USA    | Ruth Osborn            | POL   | Jadwiga Wajsówna            |
| 1936   | GER  | Gisela Mauermayer           | POL    | Jadwiga Wajsówna       | GER   | Paula Mollenhauer           |
| 1948   | FRA  | Micheline Ostermeyer        | ITA    | Edera Cordiale Gentile | FRA   | Jacqueline Mazéas           |
| 1952   | URS  | Nina Romasjkova-Ponomarjova | URS    | Jelizaveta Bagrjanzeva | URS   | Nina Doembadse              |
| 1956   | TCH  | Olga Fikotová               | URS    | Irina Begljakova       | URS   | Nina Romasjkova-Ponomarjova |
| 1960   | URS  | Nina Ponomarjova            | URS    | Tamara Press           | ROU   | Lia Manoliu                 |
| 1964   | URS  | Tamara Press                | EUA    | Ingrid Lotz            | ROU   | Lia Manoliu                 |
| 1968   | ROU  | Lia Manoliu                 | FRG    | Liesel Westermann      | HUN   | Jolán Kleiber-Kontsek       |
| 1972   | URS  | Faina Melnik                | ROU    | Argentina Menis        | BUL   | Vassilka Stojeva            |
| 1976   | GDR  | Evelin Schlaak              | BUL    | Maria Vergova          | GDR   | Gabriele Hinzmann           |
| 1980   | GDR  | Evelin Jahl-Schlaak         | BUL    | Maria Vergova-Petkova  | URS   | Tatjana Lesovaja            |
| 1984   | NED  | Ria Stalman                 | USA    | Leslie Deniz           | ROU   | Florenta Craciunescu        |
| 1988   | GDR  | Martina Hellmann            | GDR    | Diana Gansky           | BUL   | Tsvetanka Khristova         |
| 1992   | CUB  | Maritza Martén              | BUL    | Tsvetanka Khristova    | AUS   | Daniela Costian             |
| 1996   | GER  | Ilke Wyludda                | RUS    | Natalja Sadova         | BLR   | Ellina Zvereva              |
| 2000   | BLR  | Ellina Zvereva              | GRE    | Anastasía Kelesídou    | BLR   | Iryna Jatsjanka             |
| 2004   | RUS  | Natalja Sadova              | GRE    | Anastasía Kelesídou    | BLR   | Iryna Jatsjanka             |
| 2008   | USA  | Stephanie Brown-Trafton     | CUB    | Yarelis Barrios        | UKR   | Olena Antonova              |
| 2012   | CRO  | Sandra Perković             | RUS    | Darja Pisjtsjalnikova  | CHN   | Li Yanfeng                  |
| 2016   | CRO  | Sandra Perković             | FRA    | Mélina Robert-Michon   | CUB   | Denia Caballero             |
| 2020   | USA  | Valarie Allman              | GER    | Kristin Pudenz         | CUB   | Yaimé Pérez                 |
| 2024   | USA  | Valarie Allman              | CHN    | Feng Bin               | CRO   | Sandra Elkasević            |

| Land | Goud | Zilver | Brons |
| ---- | ---- | ------ | ----- |
| URS  | 4    | 3      | 3     |
| USA  | 4    | 3      | 0     |
| GDR  | 3    | 1      | 1     |
| GER  | 2    | 1      | 1     |
| CRO  | 2    | 0      | 1     |
| RUS  | 1    | 2      | 0     |
| ROU  | 1    | 1      | 3     |
| CUB  | 1    | 1      | 2     |
| FRA  | 1    | 1      | 1     |
| POL  | 1    | 1      | 1     |
| BLR  | 1    | 0      | 3     |
| NED  | 1    | 0      | 0     |
| TCH  | 1    | 0      | 0     |
| BUL  | 0    | 3      | 2     |
| GRE  | 0    | 2      | 0     |
| CHN  | 0    | 1      | 1     |
| EUA  | 0    | 1      | 0     |
| FRG  | 0    | 1      | 0     |
| ITA  | 0    | 1      | 0     |
| AUS  | 0    | 0      | 1     |
| HUN  | 0    | 0      | 1     |
| UKR  | 0    | 0      | 1     |
| SWE  | 0    | 0      | 1     |

Meervoudige medaillewinnaars
| Succesvolste | Meervoudige |
| --- | --- |
| 2-0-1 Sandra Elkasević (Perković) 2-0-1 Nina Romasjkova-Ponomarjova 2-0-0 Evelin Jahl-Schlaak 2-0-0 Valarie Allman 1-1-0 Lillian Copeland 1-1-0 Tamara Press 1-1-0 Natalja Sadova 1-0-2 Lia Manoliu 1-0-1 Ellina Zvereva | 0-2-0 Anastasía Kelesídou 0-2-0 Maria Vergova-Petkova 0-1-1 Tsvetanka Khristova 0-1-1 Jadwiga Wajsówna 0-0-2 Iryna Jatsjanka |

### Kogelslingeren
| Editie | Goud | Goud               | Zilver | Zilver              | Brons | Brons             |
| ------ | ---- | ------------------ | ------ | ------------------- | ----- | ----------------- |
| 2000   | POL  | Kamila Skolimowska | RUS    | Olga Koezenkova     | GER   | Kirsten Münchow   |
| 2004   | RUS  | Olga Koezenkova    | CUB    | Yipsi Moreno        | CUB   | Yunaika Crawford  |
| 2008   | CUB  | Yipsi Moreno       | CHN    | Zhang Wenxiu        | FRA   | Manuela Montebrun |
| 2012   | POL  | Anita Włodarczyk*  | GER    | Betty Heidler       | CHN   | Zhang Wenxiu      |
| 2016   | POL  | Anita Włodarczyk   | CHN    | Zhang Wenxiu        | GBR   | Sophie Hitchon    |
| 2020   | POL  | Anita Włodarczyk   | CHN    | Wang Zheng          | POL   | Malwina Kopron    |
| 2024   | CAN  | Camryn Rogers      | USA    | Annette Echikunwoke | CHN   | Zhao Jie          |

| Land | Goud | Zilver | Brons |
| ---- | ---- | ------ | ----- |
| POL  | 4    | 0      | 1     |
| CUB  | 1    | 1      | 1     |
| RUS  | 1    | 1      | 0     |
| CAN  | 1    | 0      | 0     |
| CHN  | 0    | 3      | 2     |
| FRA  | 0    | 1      | 1     |
| GER  | 0    | 1      | 1     |
| USA  | 0    | 1      | 0     |
| GBR  | 0    | 0      | 1     |

* In oktober 2016 werd de Russin Tatjana Lysenko de gouden medaille alsnog ontnomen wegens doping gebruik.
Meervoudige medaillewinnaars
| Succesvolste                                                    | Meervoudige        |
| --------------------------------------------------------------- | ------------------ |
| 3-0-0 Anita Włodarczyk 1-1-0 Olga Koezenkova 1-1-0 Yipsi Moreno | 0-2-1 Zhang Wenxiu |

### Kogelstoten
| Editie | Goud | Goud                 | Zilver | Zilver                    | Brons | Brons                |
| ------ | ---- | -------------------- | ------ | ------------------------- | ----- | -------------------- |
| 1948   | FRA  | Micheline Ostermeyer | ITA    | Amelia Piccinini          | AUT   | Ine Schäffer         |
| 1952   | URS  | Galina Zybina        | GER    | Marianne Werner           | URS   | Klavdija Totsjenova  |
| 1956   | URS  | Tamara Tysjkevitsj   | URS    | Galina Zybina             | EUA   | Marianne Werner      |
| 1960   | URS  | Tamara Press         | EUA    | Johanna Lüttge            | USA   | Earlene Brown        |
| 1964   | URS  | Tamara Press         | EUA    | Renate Garisch-Culmberger | URS   | Galina Zybina        |
| 1968   | GDR  | Margitta Gummel      | GDR    | Marita Lange              | URS   | Nadezjda Tsjizjova   |
| 1972   | URS  | Nadezjda Tsjizjova   | GDR    | Margitta Gummel           | BUL   | Ivanka Hristova      |
| 1976   | BUL  | Ivanka Hristova      | URS    | Nadezjda Tsjizjova        | TCH   | Helena Fibingerová   |
| 1980   | GDR  | Ilona Slupianek      | URS    | Svetlana Kratsjevskaja    | GDR   | Margitta Pufe        |
| 1984   | FRG  | Claudia Losch        | ROU    | Mihaela Loghin            | AUS   | Gael Martin          |
| 1988   | URS  | Natalja Lisovskaja   | GDR    | Kathrin Neimke            | CHN   | Li Meisu             |
| 1992   | EUN  | Svetlana Kriveljova  | CHN    | Huang Zhihong             | GER   | Kathrin Neimke       |
| 1996   | GER  | Astrid Kumbernuss    | CHN    | Sui Xinmei                | RUS   | Irina Khoedorosjkina |
| 2000   | BLR  | Janina Koroltsjik    | RUS    | Larisa Pelesjenko         | GER   | Astrid Kumbernuss    |
| 2004   | CUB  | Yumileidi Cumbá      | GER    | Nadine Kleinert           | RUS   | Svetlana Kriveljova  |
| 2008   | NZL  | Valerie Vili         | BLR    | Natallja Michnevitsj      | BLR   | Nadzeja Astaptsjoek  |
| 2012   | NZL  | Valerie Adams-Vili   | RUS    | Jevgenia Kolodko          | CHN   | Gong Lijiao          |
| 2016   | USA  | Michelle Carter      | NZL    | Valerie Adams             | HUN   | Anita Márton         |
| 2020   | CHN  | Gong Lijiao          | USA    | Raven Saunders            | NZL   | Valerie Adams        |
| 2024   | GER  | Yemisi Ogunleye      | NZL    | Maddi Wesche              | CHN   | Song Jiayuan\|       |

| Land | Goud | Zilver | Brons |
| ---- | ---- | ------ | ----- |
| URS  | 6    | 3      | 3     |
| GDR  | 2    | 3      | 1     |
| GER  | 2    | 2      | 2     |
| NZL  | 2    | 2      | 1     |
| CHN  | 1    | 2      | 2     |
| BLR  | 1    | 1      | 1     |
| USA  | 1    | 1      | 1     |
| BUL  | 1    | 0      | 1     |
| CUB  | 1    | 0      | 0     |
| EUN  | 1    | 0      | 0     |
| FRA  | 1    | 0      | 0     |
| FRG  | 1    | 0      | 0     |
| EUA  | 0    | 2      | 1     |
| RUS  | 0    | 1      | 3     |
| ITA  | 0    | 1      | 0     |
| ROU  | 0    | 1      | 0     |
| AUS  | 0    | 0      | 1     |
| AUT  | 0    | 0      | 1     |
| HUN  | 0    | 0      | 1     |
| TCH  | 0    | 0      | 1     |

Meervoudige medaillewinnaars
| Succesvolste | Meervoudige                                  |
| --- | -------------------------------------------- |
| 2-1-1 Valerie Adams-Vili 2-0-0 Tamara Press 1-1-1 Nadezjda Tsjizjova 1-1-1 Galina Zybina 1-1-0 Margitta Gummel 1-1-0 Ivanka Hristova 1-0-1 Gong Lijiao 1-0-1 / Svetlana Kriveljova 1-0-1 Astrid Kumbernuss | 0-1-1 / Kathrin Neimke 0-1-1 Marianne Werner |

### Speerwerpen
| Editie | Goud | Goud              | Zilver | Zilver                 | Brons | Brons               |
| ------ | ---- | ----------------- | ------ | ---------------------- | ----- | ------------------- |
| 1932   | USA  | Babe Didrikson    | GER    | Ellen Braumüller       | GER   | Tilly Fleischer     |
| 1936   | GER  | Tilly Fleischer   | GER    | Luise Krüger           | POL   | Maria Kwaśniewska   |
| 1948   | AUT  | Herma Bauma       | FIN    | Kaisa Parviainen       | DEN   | Lily Carlstedt      |
| 1952   | TCH  | Dana Zátopková    | URS    | Aleksandra Tsjoedina   | URS   | Jelena Gortsjakova  |
| 1956   | URS  | Inese Jaunzeme    | CHI    | Marlene Ahrens         | URS   | Nadeshda Konjajeva  |
| 1960   | URS  | Elvīra Ozoliŋa    | TCH    | Dana Zátopková         | URS   | Birutė Kaledienė    |
| 1964   | ROU  | Mihaela Peneș     | HUN    | Márta Rudas-Antal      | URS   | Jelena Gortsjakova  |
| 1968   | HUN  | Angéla Németh     | ROU    | Mihaela Peneș          | AUT   | Eva Janko           |
| 1972   | GDR  | Ruth Fuchs        | GDR    | Jacqueline Todten      | USA   | Kathy Schmidt       |
| 1976   | GDR  | Ruth Fuchs        | FRG    | Marion Becker          | USA   | Kathy Schmidt       |
| 1980   | CUB  | María Colón       | URS    | Saida Goenba           | GDR   | Ute Hommola         |
| 1984   | GBR  | Tessa Sanderson   | FIN    | Tiina Lillak           | GBR   | Fatima Whitbread    |
| 1988   | GDR  | Petra Felke       | GBR    | Fatima Whitbread       | GDR   | Beate Koch          |
| 1992   | GER  | Silke Renk        | EUN    | Natalja Sjikolenko     | GER   | Karen Forkel        |
| 1996   | FIN  | Heli Rantanen     | AUS    | Louise Currey          | NOR   | Trine Hattestad     |
| 2000   | NOR  | Trine Hattestad   | GRE    | Mirela Maniani-Tzelili | CUB   | Osleidys Menéndez   |
| 2004   | CUB  | Osleidys Menéndez | GER    | Steffi Nerius          | GRE   | Mirela Maniani      |
| 2008   | CZE  | Barbora Špotáková | RUS    | Maria Abakoemova       | GER   | Christina Obergföll |
| 2012   | CZE  | Barbora Špotáková | GER    | Christina Obergföll    | GER   | Linda Stahl         |
| 2016   | CRO  | Sara Kolak        | RSA    | Sunette Viljoen        | CZE   | Barbora Špotáková   |
| 2020   | CHN  | Liu Shiying       | POL    | Maria Andrejczyk       | AUS   | Kelsey-Lee Barber   |
| 2024   | JPN  | Haruka Kitaguchi  | RSA    | Jo-Ane van Dyk         | CZE   | Nikola Ogrodníková  |

| Land | Goud | Zilver | Brons |
| ---- | ---- | ------ | ----- |
| GDR  | 3    | 1      | 2     |
| GER  | 2    | 4      | 4     |
| URS  | 2    | 4      | 4     |
| CUB  | 2    | 0      | 1     |
| FIN  | 1    | 2      | 0     |
| GBR  | 1    | 1      | 1     |
| HUN  | 1    | 1      | 0     |
| CHN  | 1    | 0      | 0     |
| ROU  | 1    | 1      | 0     |
| TCH  | 1    | 1      | 0     |
| CZE  | 1    | 0      | 3     |
| USA  | 1    | 0      | 2     |
| AUT  | 1    | 0      | 1     |
| NOR  | 1    | 0      | 1     |
| CRO  | 1    | 0      | 0     |
| JPN  | 1    | 0      | 0     |
| RSA  | 0    | 2      | 0     |
| AUS  | 0    | 1      | 1     |
| GRE  | 0    | 1      | 1     |
| POL  | 0    | 1      | 1     |
| CHI  | 0    | 1      | 0     |
| EUN  | 0    | 1      | 0     |
| FRG  | 0    | 1      | 0     |
| RUS  | 0    | 1      | 0     |
| DEN  | 0    | 0      | 1     |

Meervoudige medaillewinnaars
| Succesvolste | Meervoudige |
| --- | --- |
| 2-0-1 Barbora Špotáková 2-0-0 Ruth Fuchs 1-1-0 Mihaela Peneș 1-1-0 Dana Zátopková 1-0-1 Tilly Fleischer 1-0-1 Trine Hattestad 1-0-1 Osleidys Menéndez | 0-1-1 Mirela Maniani-Tzelili 0-1-1 Christina Obergföll 0-1-1 Fatima Whitbread 0-0-2 Jelena Gortsjakova 0-0-2 Kathy Schmidt |

### Marathon
| Editie | Goud | Goud               | Zilver | Zilver             | Brons | Brons            |
| ------ | ---- | ------------------ | ------ | ------------------ | ----- | ---------------- |
| 1984   | USA  | Joan Benoit        | NOR    | Grete Waitz        | POR   | Rosa Mota        |
| 1988   | POR  | Rosa Mota          | AUS    | Lisa Martin        | GDR   | Katrin Dörre     |
| 1992   | EUN  | Valentina Jegorova | JPN    | Yuko Arimori       | NZL   | Lorraine Moller  |
| 1996   | ETH  | Fatuma Roba        | RUS    | Valentina Jegorova | JPN   | Yuko Arimori     |
| 2000   | JPN  | Naoko Takahashi    | ROU    | Lidia Şimon        | KEN   | Joyce Chepchumba |
| 2004   | JPN  | Mizuki Noguchi     | KEN    | Catherine Ndereba  | USA   | Deena Kastor     |
| 2008   | ROU  | Constantina Diţă   | KEN    | Catherine Ndereba  | CHN   | Zhou Chunxiu     |
| 2012   | ETH  | Tiki Gelana        | KEN    | Priscah Jeptoo     | RUS   | Tatjana Petrova  |
| 2016   | KEN  | Jemima Sumgong     | BRN    | Eunice Kirwa       | ETH   | Mare Dibaba      |
| 2020   | KEN  | Peres Chepchirchir | KEN    | Brigid Kosgei      | USA   | Molly Seidel     |
| 2024   | NED  | Sifan Hassan       | ETH    | Tigst Assefa       | KEN   | Hellen Obiri     |

| Land | Goud | Zilver | Brons |
| ---- | ---- | ------ | ----- |
| KEN  | 2    | 4      | 2     |
| ETH  | 2    | 1      | 1     |
| JPN  | 2    | 1      | 1     |
| ROU  | 1    | 1      | 0     |
| USA  | 1    | 0      | 2     |
| POR  | 1    | 0      | 1     |
| EUN  | 1    | 0      | 0     |
| NED  | 1    | 0      | 0     |
| RUS  | 0    | 1      | 1     |
| AUS  | 0    | 1      | 0     |
| BRN  | 0    | 1      | 0     |
| NOR  | 0    | 1      | 0     |
| CHN  | 0    | 0      | 1     |
| GDR  | 0    | 0      | 1     |
| NZL  | 0    | 0      | 1     |

Meervoudige medaillewinnaars
| Succesvolste                               | Meervoudige                                |
| ------------------------------------------ | ------------------------------------------ |
| 1-1-0 / Valentina Jegorova 1-0-1 Rosa Mota | 0-2-0 Catherine Ndereba 0-1-1 Yuko Arimori |

### 20 km snelwandelen
| Editie       | Goud         | Goud                 | Zilver       | Zilver                   | Brons        | Brons           |
| 10 kilometer | 10 kilometer | 10 kilometer         | 10 kilometer | 10 kilometer             | 10 kilometer | 10 kilometer    |
| ------------ | ------------ | -------------------- | ------------ | ------------------------ | ------------ | --------------- |
| 1992         | CHN          | Chen Yueling         | EUN          | Jelena Nikolajeva        | CHN          | Li Chunxiu      |
| 1996         | RUS          | Jelena Nikolajeva    | ITA          | Elisabetta Perrone       | CHN          | Wang Yan        |
| 20 kilometer |              |                      |              |                          |              |                 |
| 2000         | CHN          | Wang Liping          | NOR          | Kjersti Tysse Plätzer    | ESP          | María Vasco     |
| 2004         | GRE          | Athanasía Tsoumeléka | RUS          | Olimpiada Ivanova        | AUS          | Jane Saville    |
| 2008         | RUS          | Olga Kaniskina       | NOR          | Kjersti Tysse Plätzer    | ITA          | Elisa Rigaudo   |
| 2012         | RUS          | Jelena Lasjmanova    | RUS          | Olga Kaniskina           | CHN          | Qieyang Shenjie |
| 2016         | CHN          | Liu Hong             | MEX          | María Guadalupe González | CHN          | Lü Xiuzhi       |
| 2020         | ITA          | Antonella Palmisano  | COL          | Sandra Arenas            | CHN          | Liu Hong        |
| 2024         | CHN          | Yang Jiayu           | ESP          | María Pérez              | AUS          | Jemima Montag   |

| Land | Goud | Zilver | Brons |
| ---- | ---- | ------ | ----- |
| CHN  | 4    | 0      | 5     |
| RUS  | 3    | 2      | 0     |
| ITA  | 1    | 1      | 1     |
| GRE  | 1    | 0      | 0     |
| NOR  | 0    | 2      | 0     |
| ESP  | 0    | 1      | 1     |
| COL  | 0    | 1      | 0     |
| EUN  | 0    | 1      | 0     |
| MEX  | 0    | 1      | 0     |
| AUS  | 0    | 0      | 2     |

Meervoudige medaillewinnaars
| Succesvolste                                                | Meervoudige                 |
| ----------------------------------------------------------- | --------------------------- |
| 1-1-0 Olga Kaniskina 1-1-0 Jelena Nikolajeva 1-0-1 Liu Hong | 0-2-0 Kjersti Tysse Plätzer |

Athene 1896 · Parijs 1900 · St. Louis 1904 · Londen 1908 · Stockholm 1912 · Antwerpen 1920 · Parijs 1924 · Amsterdam 1928 · Los Angeles 1932 · Berlijn 1936 · Londen 1948 · Helsinki 1952 · Melbourne 1956 · Rome 1960 · Tokio 1964 · Mexico-stad 1968 · München 1972 · Montréal 1976 · Moskou 1980 · Los Angeles 1984 · Seoel 1988 · Barcelona 1992 · Atlanta 1996 · Sydney 2000 · Athene 2004 · Peking 2008 · Londen 2012 · Rio de Janeiro 2016  · Tokio 2020  · Parijs 2024  · Los Angeles 2028 
Medaillewinnaars mannen · vrouwen · gemengd